# Giovanni Maresca Donnorso di Serracapriola
Giovanni Maresca Donnorso Correale Revertera, duca di Salandra e di Serracapriola (Napoli, 11 gennaio 1893 – Roma, 6 settembre 1971), è stato un militare, politico, imprenditore, atleta, dirigente sportivo e pioniere del calcio italiano.

## Biografia
Nacque nel 1893, da un'aristocratica famiglia napoletana, di origini sorrentine, ultima feudataria di Serracapriola e possidente di un vasto patrimonio terriero. Diversi erano i titoli nobiliari, alcuni ereditati alla morte del padre Nicola: fu il 10º Duca di Salandra e il 7º Conte di Tricarico, con i predicati di Garaguso, Grassano, Calciano e Miglionico e con Regie Lettere patenti fu anche Conte di Terranova. Il suo trisavolo materno, Don Giovanni Vincenzo Revertera, duca della Salandra, fu Comandante Generale dell'Armata Napolitana, in soccorso del Pontefice, dopo l'instaurazione della Repubblica Romana (1798-1799). Fu inoltre 5º Duca di Serracapriola e 4º Conte di Tronco (con il predicato di Chieuti) dal 1948, Grande di Spagna di prima classe, predicato di Cesa con Regie Lettere Patenti di Umberto II Re d'Italia.
Morì per le conseguenze di un investimento automobilistico

## Carriera militare
Arruolatosi come Ufficiale dei bersaglieri, ricevette numerose decorazioni per le operazioni svolte nell'arco di un trentennio. Partecipò alla guerra Italo-Turca, ai due conflitti mondiali, riportando ferite in entrambe: nella prima guerra mondiale fu ferito nei pressi del Monte Cimone, nella seconda guerra mondiale, in cui fu volontario, fu ferito nel 1941 sul fronte africano rimanendo invalido, indi fatto prigioniero dagli inglesi e deportato in India. Fu inoltre volontario in Spagna e nella guerra d'Etiopia. Venne nominato Console della M.V.S.N.

## Carriera politica
Durante la sua carriera politica ricoprì diverse cariche istituzionali tra le quali, vice Presidente della Consulta dei Senatori del Regno d'Italia, fu deputato della 28ª legislatura dal 20 aprile 1929 al 19 gennaio 1934, della 29ª legislatura dal 28 aprile 1934 al 2 marzo 1939 e Consigliere Nazionale nella 30ª legislatura dal 23 marzo 1939 al 2 agosto 1943.

Fu Commissario Prefettizio e successivamente Podestà di Sorrento dal 1926 al 1929 e vice Podestà di Napoli dal 1929 al 1932. Dopo la guerra fu eletto Consigliere comunale di Napoli, incarico che ricoprì dal 1952 al 1956.

## Altre cariche
Consultore della Regia Consulta araldica; membro della Suprema Corte d'Onore dell'Istituto del Nastro Azzurro; membro del Consiglio Nazionale Combattenti; Presidente della Federazione Provinciale Combattenti di Napoli.

## Onorificenze
Il Duca Giovanni Maresca Donnorso di Serracapriola fu insignito delle seguenti onorificenze:

## Carriera sportiva
Fu un calciatore dell'Internazionale Napoli, nuotatore, canottiere e schermidore. Nel canottaggio, nel 1911 si laureò campione d'Italia nella specialità 4 yole junior. Per anni fu il presidente dell'Accademia Nazionale di Scherma. Nel 1927 divenne presidente dell'Ente Sportivo Provinciale Fascista di Napoli. Nel 1928, in seguito alle dimissioni del Consiglio Direttivo della società di calcio del Napoli, l'ESPF di Napoli, presieduta da Serracapriola, avocò a sé la direzione temporanea del sodalizio partenopeo. In questo modo Serracapriola divenne presidente del Napoli, carica ricoperta fino all'avvento di Giorgio Ascarelli nel sodalizio partenopeo e dopo la morte di questi, avvenuta il 12 marzo 1930, riprese il timone della società azzurra contribuendo all'acquisto, particolarmente costoso per l'epoca, dell'allora famoso calciatore Enrico Colombari.

### Statistiche

#### Presenze e reti nei club
| Stagione        | Squadra               | Campionato      | Campionato | Campionato | Coppe nazionali | Coppe nazionali | Coppe nazionali | Altre coppe | Altre coppe | Altre coppe | Totale | Totale |
| Stagione        | Squadra               | Comp            | Pres       | Reti       | Comp            | Pres            | Reti            | Comp        | Pres        | Reti        | Pres   | Reti   |
| --------------- | --------------------- | --------------- | ---------- | ---------- | --------------- | --------------- | --------------- | ----------- | ----------- | ----------- | ------ | ------ |
| 1911-1912       | Internazionale Napoli |                 | ?          | ?          |                 |                 |                 |             |             |             | ?      | ?      |
| 1912-1913       | Internazionale Napoli | PC              | 2          | 0          |                 |                 |                 |             |             |             | 2      | 0      |
| 1913-1914       | Internazionale Napoli | PC              | 2          | 0          |                 |                 |                 |             |             |             | 2      | 0      |
| 1914-1915       | Internazionale Napoli | PC              | ?          | ?          |                 |                 |                 |             |             |             | ?      | ?      |
| 1919-1920       | Internazionale Napoli | PC              | 11         | 0          |                 |                 |                 |             |             |             | 11     | 0      |
| 1920-1921       | Internazionale Napoli | PC              | 9          | 0          |                 |                 |                 |             |             |             | 9      | 0      |
| Totale carriera | Totale carriera       | Totale carriera | 24         | 0          |                 |                 |                 |             |             |             | 24     | 0      |